# Umberto Cardia
Umberto Cardia (Tortolì, 9 settembre 1921 – Cagliari, 25 giugno 2003) è stato un politico italiano.

## Biografia
Esponente del Partito Comunista Italiano, fu protagonista della politica dell'autonomia sarda di sinistra.
Originario di Tortolì in particolare della sua frazione Arbatax a cui era molto legato, giornalista, aveva lavorato nella sede regionale sarda della RAI ed era un promotore del periodico "Rinascita Sarda". Consigliere comunale di Cagliari, fu consigliere regionale per quattro legislature dal 1953 al 1967. Alle elezioni politiche del 1968 viene eletto poi deputato, venendo confermato anche nel 1972 e poi nel 1976.
In seguito venne eletto alle prime elezioni europee del 1979, divenendo membro della commissione per i trasporti e della delegazione per le relazioni con il Giappone. Rimase in carica fino al 1984.
Nel 1991 venne colpito da un'ischemia. Morì nella sua residenza cagliaritana il 25 giugno 2003, all'età di 81 anni.

## Opere
- Il mondo che ho vissuto (a cura di Giuseppe Marci e Joseph Buttigieg, Cagliari CLUEC Editrice, 2016